# Водянское городище
Водя́нское городи́ще — археологический памятник золотоордынского времени, расположенный на берегу Волги, на северной окраине города Дубовка в Волгоградской области. Городище исследовалось археологами начиная с конца XIX века. Многими специалистами отождествляется со средневековым городом Бельджамен.

## Археологическое исследование
Наиболее масштабные исследования городища проводились в 1966—1974 годах (в частности, под руководством Г. А. Фёдорова-Давыдова), в 1988—1990 (А. Г. Мухамадиев), а также в 1992 и 2000—2005 годах (Е. П. Мыськов). Опубликована лишь часть находок, полученных в результате незаконных раскопок, которые участились с 1990-х годов.
Среди обнаруженных объектов — полностью исследованная мечеть, мусульманский некрополь, христианский храм и кладбище, две бани с системой подпольного отопления, отапливаемые каном наземные жилища (из кирпича и дерева), а также землянки. Найденные предметы христианского культа и северная керамика свидетельствуют о присутствии здесь выходцев из Волжской Булгарии и Руси. Писа́ла с Водянского городища относятся к типу 10.
Город был разрушен войсками Тамерлана в 1395 году, хотя отдельные находки относятся и к началу XV века.

## Идентификация с Бельджаменом
Врач и нумизмат Н. А. Толмачёв первым из исследователей в 1889 году предположил, что под Водянским городищем кроется древний город Бельджамен. Он основывал свои выводы на сообщении арабского географа Абульфеды, который в 1321 году писал: «Река Итиль, протекши вблизи Булгара, в дальнейшем ходе омывает лежащий на её берегу небольшой город Укек, затем, продолжаясь к югу, протекает близ деревни Бельджамен, а затем поворачивает к юго-востоку и протекает с юго-западной стороны Сарая».
Мысль Н. А. Толмачёва была одобрена членом Саратовской учёной архивной комиссии Ф. Ф. Чекалиным, который искал соответствия между итальянскими картами XIV—XV веков и хорошо известными ему археологическими памятниками Поволжья. Локализация города подтверждается и описаниями похода Тимура в 1395 году на Золотую Орду, войско которого должно было пройти через место наибольшего сближения Волги и Дона, где и находится Водянское городище.
Дополнительные аргументы отождествления даёт топонимика. Бельджамен можно перевести как «город дубов» или «дубовый город», а название возникшего в XVII веке поблизости посёлка Дубовка связано с зарослями дубов, которые покрывали берега Волги в этом месте, и остатки которых в районе городища сохранились до настоящего времени.